# Protoenstatit
Das Mineral Protoenstatit ist ein extrem seltenes Kettensilikat aus der Pyroxengruppe mit der Endgliedzusammensetzung Mg2+2Si2O6.
Protoenstatit kristallisiert mit orthorhombischer Symmetrie bei niedrigem Druck und Temperaturen über ~1000 °C. Bei Abkühlung wandelt sich Protoenstatit in Klinoenstatit um. Nur sehr kleine Kristalle von unter einem µm Größe, die ein sehr großes Verhältnis von Oberfläche zum Volumen haben, können metastabil erhalten bleiben.
Die Typlokalität und das bislang (2019) einzige bekannte, natürliche Vorkommen ist die Dust Devil Mine bei Plush im Lake County (Oregon), USA. Protoenstatit tritt hier in Form kleinster Einschlüsse in Labradorit auf, der als Schmuckstein mit dem Handelsnamen „Oregon Sunstone“ (Sonnenstein) abgebaut wird. Die wasserklaren Feldspäte dieser Fundstelle weisen einen wassermelonenartig zonierten, grünen und roten Kern auf. Die grüne Färbung wird auf submikroskopische Entmischungen von Protoenstatit und Klinoenstatit zurückgeführt.

## Etymologie und Geschichte
Magnesiumsilikate sind technisch und geologisch von zentraler Bedeutung und wurden schon in den 1930er Jahren experimentell untersucht. Die Existenz von Protoenstatit wurde zunächst übersehen, da dieser sich beim Abkühlen in Klinoenstatit umwandelt. Wilfried D. Foster, ein Petrologe, der in der Keramikabteilung der „Champion Spark Plug Company“, einem amerikanischen Zündkerzenproduzenten, forschte, untersuchte das System MgO - SiO2 bei hohen Temperaturen und konnte 1951 als Erster zeigen, dass Protoenstatit eine thermodynamisch stabile Verbindung bei hohen Temperaturen ist. Im Jahr darauf publizierte Leon M. Atlas vom Illinois Institute of Technology eine systematische Untersuchung der Stabilitätsbereiche der verschiedenen MgSiO3-Phasen. Er lokalisierte den Phasenübergang von Enstatit zu Protoenstatit bei 990 °C (1 bar) und machte erste Strukturvorschläge für Proto- und Klinoenstatit. Aufgeklärt wurde die Kristallstruktur von Protoenstatit 7 Jahre später von J. V. Smith an der Pennsylvania State University.
Dafür, dass Protoenstatit in der Natur auftritt, gab es lange keine direkten Hinweise. Aus dem gehäuften Auftreten von bestimmten Gitterbaufehlern natürlicher Enstatite wurde auf Protoenstatit als Vorläufer und entsprechend hohe Bildungstemperaturen geschlossen – so z. B. bei Klinoenstatit aus Boniniten oder Material des Kometen 81P/Wild 2. Erst im Jahr 2017 wurden Protoenstatit-Nanokristalle in Plagioklasen nachgewiesen, die vermutlich wegen ihrer geringen Größe von weniger als 200 nm metastabil erhalten blieben.

## Klassifikation
In der strukturellen Klassifikation der International Mineralogical Association (IMA) gehört Protoenstatit zusammen mit Enstatit, Klinoenstatit, Ferrosilit, Klinoferrosilit und Pigeonit zu den Magnesium-Eisen-Proxenen (Mg-Fe-Pyroxene) in der Pyroxengruppe.
In der mittlerweile veralteten 8. Auflage der Mineralsystematik nach Strunz ist der Protoenstatit noch nicht verzeichnet.
Auch die seit 2001 gültige und von der International Mineralogical Association (IMA) bis 2009 aktualisierte 9. Auflage der Strunz’schen Mineralsystematik führt den Protoenstatit noch nicht auf.
Im zuletzt 2018 überarbeiteten und aktualisierten Lapis-Mineralienverzeichnis nach Stefan Weiß, das sich im Aufbau noch nach dieser alten Form der Systematik von Karl Hugo Strunz richtet, erhielt das Mineral die System- und Mineral-Nr. VIII/F.02-05. In der „Lapis-Systematik“ entspricht dies der Klasse der „Silikate und Germanate“ und dort der Abteilung „Ketten- und Bandsilikate“, wo Protoenstatit zusammen mit Akimotoit, Donpeacorit, Enstatit, Ferrosilit und Nchwaningit die Gruppe der „Orthopyroxene“ mit der System-Nr. VIII/F.02 innerhalb der Pyroxengruppe (F.01 bis F.02) bildet.
Auch die vorwiegend im englischen Sprachraum gebräuchliche Systematik der Minerale nach Dana kennt den Protoenstatit noch nicht. Er würde in die Klasse der „Silikate und Germanate“ und dort in die Abteilung der „Kettensilikatminerale“, Unterabteilung „Kettensilikate: Einfache unverzweigte Ketten, W=1 mit Ketten P=2“ gehören.

## Chemismus
Protoenstatit hat die Endgliedzusammensetzung [M2]Mg[M1]Mg[T]Si2O6, wobei [M2], [M1] und [T] die Positionen in der Pyroxenstruktur sind.
Der Protoenstatit aus der Typlokalität hat die empirische Zusammensetzung:
- (Mg1.17Fe0.43Al0.26Ca0.03Na0.10Ti0.01)∑2.00(Si1.83Al0.17)∑2.00O6

Die Eisengehalte belegen eine Mischkristallreihe mit einem hypothetischen Protoferrosilit, entsprechend der Austauschreaktion
- M1,2Mg2+ = M1,2Fe2+ („Protoferrosilit“)

und die Aluminiumgehalte können durch eine Kombination von zwei gekoppelten Substitutionen erklärt werden:
- 2M1,2Mg2+ = M1,2Na+ + M1,2Al3+ (Jadeit)
- M1,2Mg2+ + TSi4+ = M1,2Al3+ + TAl3+ (Magnesium-Tschermaks).

Die Calciumgehalte sind, wie bei allen Fe-Mg-Pyroxenen, gering.
Für synthetischen Protoenstatit wurden bei 1220 bis 1390 °C maximale Aluminiumgehalte von 1,62 Gew-% Al2O3 und 4,10 Gew-% CaO bestimmt. Das ist rund viermal so viel Calcium, wie im natürlichen Protoenstatit und nur 1/10 von dessen Al2O3- Gehalten.

## Kristallstruktur
Protoenstatit kristallisiert mit orthorhombischer Symmetrie der Raumgruppe Pbcn (Raumgruppen-Nr. 60) mit 4 Formeleinheiten pro Elementarzelle. Das synthetische Endglied hat die Gitterparameter a = 9,25 Å, b =8,74 Å und c = 5,32 Å.
Die Struktur ist die von Orthopyroxen, wobei Schichten mit gegensätzlicher Orientierung der Oktaeder nach jeder Schicht alternieren und nicht nach zwei Schichten, wie z. B. beim Enstatit oder Ferrosilit. Silizium (Si4+) besetzt die tetraedrisch von 4 Sauerstoffionen umgebenen T-Positionen und Magnesium (Mg2+) die oktaedrisch von 6 Sauerstoffen umgebenen M1- und M2-Positionen.

## Modifikationen

Druck-Temperatur-Phasendiagramm für die Verbindung MgSiO_{3} nach Presnell 1995

Magnesiummetasilicat MgSiO3 ist polymorph und kann mit verschiedenen Strukturtypen und Symmetrien vorkommen.

### Pyroxene
Protoenstatit bezeichnet MgSiO3 mit Pyroxenstruktur und der zuvor beschriebenen orthorhombischen Symmetrie in der Raumgruppe Pbcn (Nr. 60) und ist bei niedrigen Druck zwischen 1 Bar und ~10 kBar und Temperaturen zwischen ~1000 °C und 1600 °C stabil. Bei höheren Temperaturen existiert ein kleines Stabilitätsfeld des Hochtemperatur-Klinopyroxens mit der Raumgruppe P2/c (Nr. 13). Enstatit (Pbca (Nr. 61)) ist bei tieferen Temperaturen zwischen ~600 °C und 1000 °C sowie Drucken von ~0–1 GPa bis ~7–10 GPa stabil. Bei Temperaturen unter ~600 °C - ~800 °C bei weniger als ~7 GPa liegt MgSiO3 in der monoklinen Struktur des Klinoenstatits mit der Raumgruppe P21/c (Nr. 14) vor. Bei rascher Abkühlung wandelt sich Protoenstatit nicht in Enstatit, sondern bei ~865 °C metastabil in Klinoenstatit um.
Bei Drucken oberhalb von ~7 GPa wandelt sich Enstatit bzw. Klinoenstatit in Hoch-Klinoenstatit mit der Raumgruppe P2/c (Nr. 13) um.

### Hochdruckphasen
Oberhalb von 17–18 GPa ist die Pyroxenstruktur von MgSiO3 nicht mehr stabil und das Magnesiummetasilikat liegt bei Temperaturen über ~1600 °C in der Struktur von Granat (Majorit) und unterhalb von 1600–2000 °C in der Ilmenitstruktur (Akimotoit) vor. Bei extrem hohen Drucken oberhalb von ~22 GPa geht MgSiO3 in die Perowskitstruktur (Bridgmanit) über.

## Bildung und Fundorte
Gebildet wird Protoenstatit bei niedrigen Druck und sehr hohen Temperaturen über 1000 °C und wandelt sich bei Abkühlung spontan in Klinoenstatit um. Für Klinoenstatite aus Boniniten, z. B. nahe Népoui in Neukaledonien, Cape Vogel auf Papua-Neuguinea, den Bonininseln oder von Fundorten am Marianengraben wird eine Bildung durch Umwandlung von Protoenstatit angenommen.
Die Typlokalität von Protoenstatit und das bislang (2019) einzige bekannte, natürliche Vorkommen ist die Dust Devil Mine bei Plush im Lake County (Oregon), USA. Protoenstatit kommt hier in Form submikroskopischer Entmischungen in Labradorit vor. Die weniger als 200 nm großen Protoenstatiteinschlüsse treten zusammen mit Klinoenstatit und Kupfer-Nanokristallen auf und verleihen den ansonsten wasserklaren Plagioklasen einen wassermelonenartig zonierten, grünen und roten Kern.